# Triclistus sonani
Triclistus sonani är en stekelart som beskrevs av Chiu 1962. Triclistus sonani ingår i släktet Triclistus och familjen brokparasitsteklar. Inga underarter finns listade i Catalogue of Life.